# Đảo Dongbaek
Đảo Dongbaek là một hòn đảo ở Busan, Hàn Quốc. Nó được chọn là đài kỷ niệm thứ 46 của Busan vào ngày 9 tháng 3 năm 1999. Nó từng là một hòn đảo riêng biệt, nhưng hiện tại nó đã được nối vào đất liền.

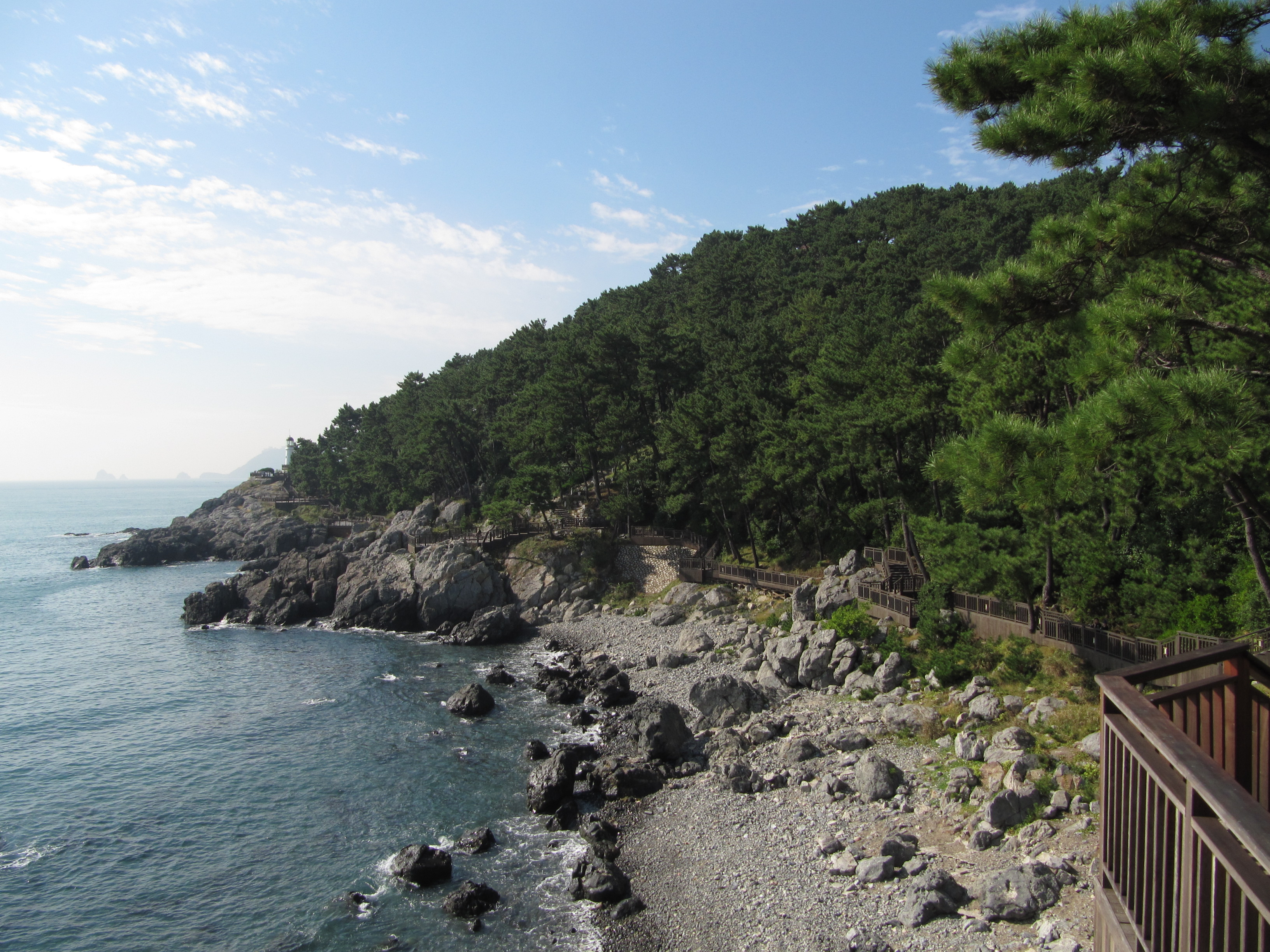
Đảo Dongbaek

Trên đảo có một con đường đi bộ, tòa nhà APEC Nurimaru và một bức tượng dựa trên truyền thuyết về Công chúa Hwagok. Từ đảo có thể ngắm quang cảnh tuyệt đẹp của Busan, với cầu Gwangangdaegyo và bãi biển Haeundae.